# Referendo sobre a monarquia de Siquim em 1975
Um referendo sobre a abolição da monarquia foi realizado no Reino de Sikkim em 14 de abril de 1975.  Foi aprovado por 97,55% dos eleitores e resultou na transformação do país em um estado indiano.

## Antecedentes
Sikkim havia sido um protetorado da Índia durante o domínio colonial britânico desde o século XIX. O arranjo foi continuado após a independência da Índia através de um tratado em 1950, pelo qual a Índia assumiu a responsabilidade pelas comunicações, pela defesa e pelas relações exteriores, bem como a "integridade territorial" de Sikkim. Sikkim tinha autonomia nos assuntos internos.  As eleições gerais de abril de 1974 resultaram em uma vitória para o Congresso Nacional de Sikkim, favorável a Índia.  O novo governo buscou um aumento nas liberdades civis e políticas, mas foi suprimido pelo Chogyal, Palden Thondup Namgyal.  Em maio, foi aprovada a Lei do Governo de Sikkim, que estipulava um governo responsável e aprofundava as relações com a Índia, e em 4 de julho de 1974 o Parlamento adotou uma nova constituição que previa que o país se tornasse um estado indiano, que o Chogyal assinou sob pressão da Índia. 
Em 4 de setembro de 1974, o Lok Sabha indiano votou a favor de tornar Sikkim um estado "associado", com o Rajya Sabha votando uma emenda em 8 de setembro, dando-lhe um estatuto igual ao de outros estados indianos e absorvendo-o na União Indiana.  Em 8 de setembro de 1974, o Chogyal solicitou um referendo livre e justo. 
Em 5 de março de 1975, o Congresso Nacional repetiu seus apelos à integração na Índia, enquanto o Chogyal pediu novamente um referendo.  Em 9 de abril, tropas indianas entraram no país, desarmaram a guarda palaciana (matando um deles e ferindo outros quatro)  e cercaram o palácio, colocando o rei em prisão domiciliar. Em 10 de abril de 1975, o Parlamento de Sikkim, com o apoio da primeira-ministra indiana Indira Gandhi, votou por unanimidade pela abolição da monarquia e pela fusão com a Índia, a fim de obter a plena condição de estado indiano. Um referendo sobre esta questão foi marcado para 14 de abril. 

## Resultados
| Opção                             | Votos  | %     |
| --------------------------------- | ------ | ----- |
| Favorável                         | 59.637 | 97.55 |
| Contrário                         | 1.496  | 2.45  |
| Votos inválidos / em branco       |        | –     |
| Total                             | 61.133 | 100   |
| Eleitores registrados / afluência | 97.000 | 63    |
| Source: Direct Democracy          |        |       |

Os resultados do plebiscito são questionados por Sunanda K. Datta-Ray, que argumentou que "demorou pelo menos dois dias de jipe, o modo de transporte mais rápido, para alcançar algumas dessas habitações inacessíveis, e simplesmente não seria fisicamente possível concluir os preparativos, recolher as urnas e contar votos entre 11 e 15 de abril."
Os defensores do Chogyal sustentam que 70 a 80% dos eleitores eram estrangeiros da Índia.

## Consequências
Após a declaração dos resultados, Kazi telegrafou os resultados do referendo a Indira Gandhi e pediu-lhe que "fizesse uma resposta imediata e aceitasse a decisão" ao que ela respondeu dizendo que o governo indiano introduziria uma emenda constitucional no Parlamento que permitiria ao reino se tornar parte da Índia constitucionalmente. 
O Parlamento indiano deu a sua aprovação final para a emenda constitucional tornando Sikkim um estado em 26 de abril de 1975.  Em 15 de maio de 1975, o presidente indiano Fakhruddin Ali Ahmed ratificou uma emenda constitucional que tornou Sikkim o 22.º estado da Índia e aboliu a posição do Chogyal. 

## Reações
China e Paquistão chamaram o referendo de uma farsa e um disfarce para uma anexação forçada do principado, ao que Indira Gandhi replicou, lembrando-os de sua aquisição do Tibete e da questão de Azad Kashmir, que ela reivindicava ser território indiano. O Chogyal chamou o referendo de "ilegal e inconstitucional". 
O governo dos Estados Unidos considerou a fusão de Sikkim na Índia como uma inevitabilidade histórica e prática, dada a localização do estado em importantes rotas comerciais. A União Soviética respondeu positivamente, embora com uma resposta silenciosa.  Em 1978, o sucessor de Gandhi, o primeiro-ministro Morarji Desai, lamentou e criticou a anexação de Sikkim, o que levou a protestos contra ele.